# Автомобильные дороги Азербайджана

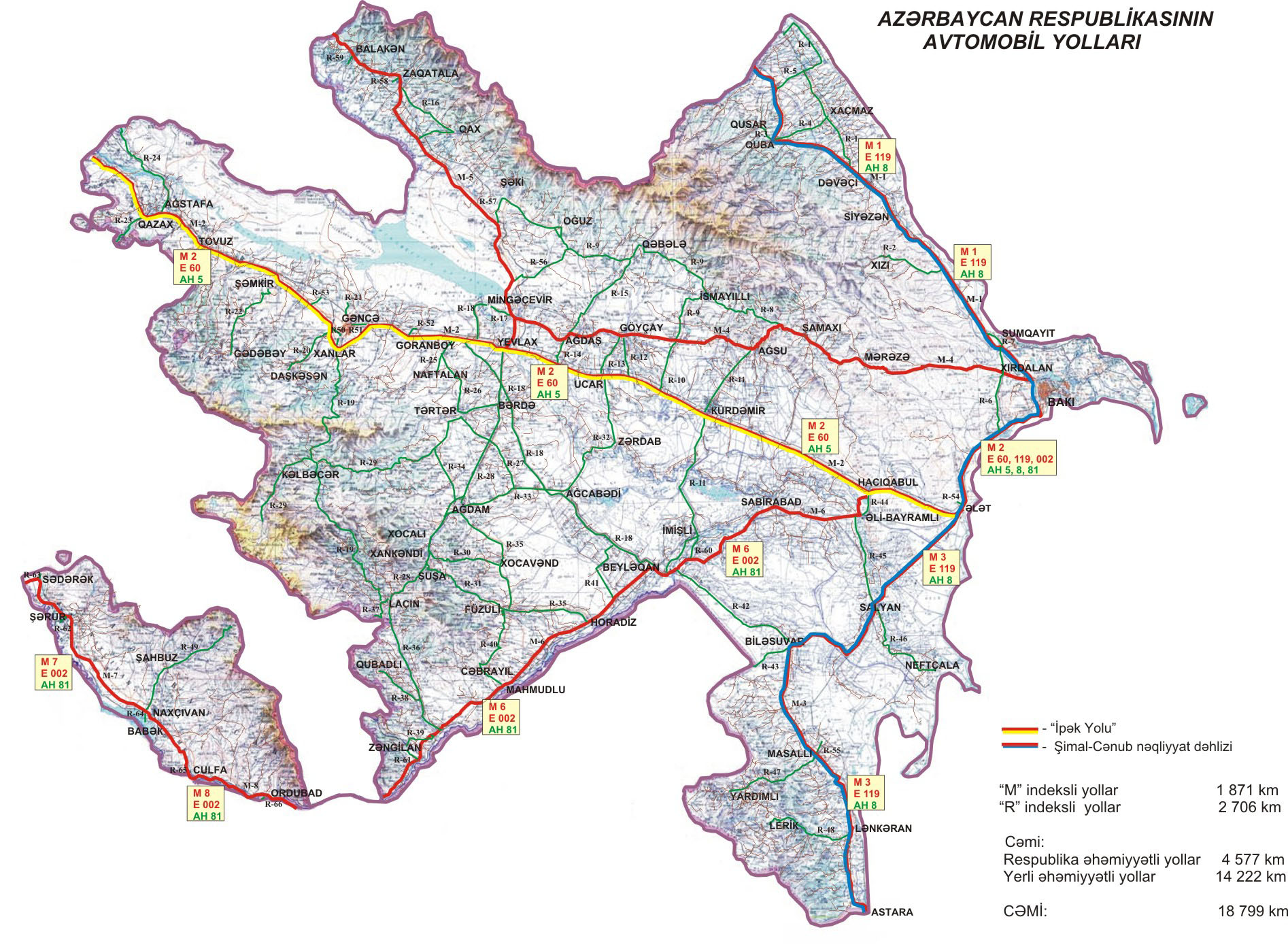
Автомобильные дороги Азербайджана.

Автомобильные дороги Азербайджана — сеть автомобильных дорог на территории Азербайджана, объединяющая между собой населённые пункты и отдельные объекты, и предназначенная для движения транспортных средств, перевозки пассажиров и груза. Основными автомобильными дорогами, по которым проходит межгосударственный поток транспортных средств, груза и пассажиров, являются дороги Баку — Аляты — Гянджа — Газах — граница с Грузинской Республикой (азербайджанский сегмент коридора ТРАСЕКА), протяженностью 503 км и граница России — Баку — Астара — граница Исламской Республики Иран (азербайджанский сегмент коридора «Север-Юг»), протяженностью 521 км.

## История

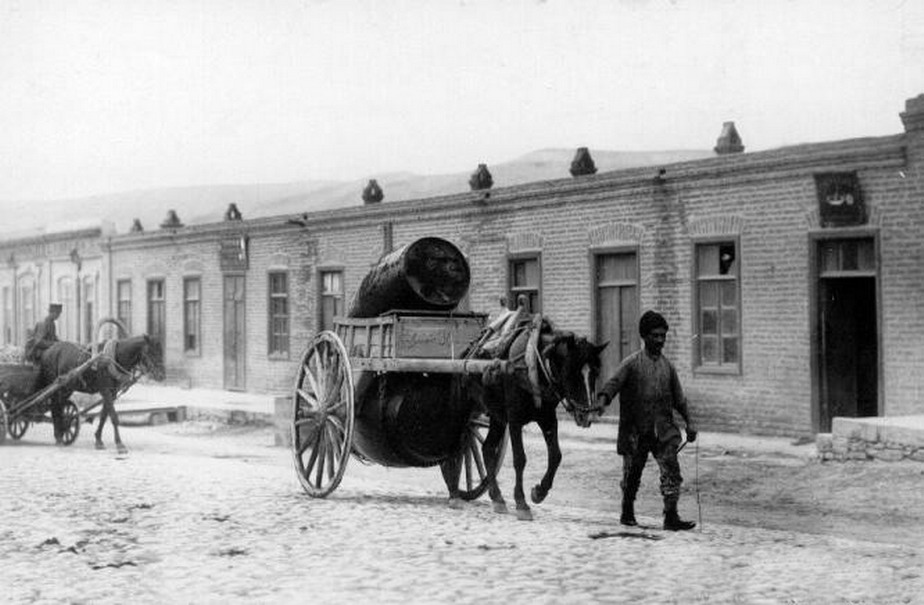
Арба для перевозки керосина, конец XIX-го века, Баку.

Дорожная сеть на территории современного Азербайджана начала развиваться с середины XIX века строительством гужевых мощенных дорог. Большая часть дорожной сети была сосредоточена в пределах Бакинской губернии, и предназначалась для облегчения транспортировки нефти и нефтепродуктов, перевозившихся на арбах караванным методом. В 1850 году была построена первая шоссейная дорога на территории Елизаветпольской губернии вблизи посёлка Абдаляр. В 1860 году построена шоссейная дорога Евлах — Шуша — Нахичевань — Эривань. Большая часть автогужевых дорог на начало XX века были грунтовыми. Только 209 км имели твёрдое покрытие. Основным видом передвижения по гужевым дорогам были легковые извозчики — фаэтоны.

## Государственное управление
В 1939 году был создан Народный Автотранспортный Комиссариат, в марте 1946 года – Министерство Автомобильного Транспорта. В феврале 1992 года создан Государственный концерн «АзерАвтоНаглийят», который был ликвидирован 10 июня 2003 года вместе с государственной компанией «Азеравтойол». 24 июня 2003 года в структуре Министерства были созданы департаменты «Автонаглийятсервис» и «Йолнаглийяатсервис».

19 декабря 2017 года в было создано Государственное агентство автомобильных дорог Азербайджана.

Транзитные коридоры Закавказья.

## Текущее положение
Общая протяжённость автомобильных дорог — 59 141 км. Из них 29 210 км с твёрдым покрытием. Департаментом «Дорожно-транспортный сервис» Министерства транспорта Азербайджана эксплуатируется и обслуживается 22 134 км магистральных автомобильных дорог. Из них 1 684 км составляют международные магистрали, 2 669 — стратегически важные, 13 тыс. км — местной важности, 1,5 км — на территории Баку, 3,3 тыс. км — на территории регионов. Общее число мостов на территории страны составляет 1 201.

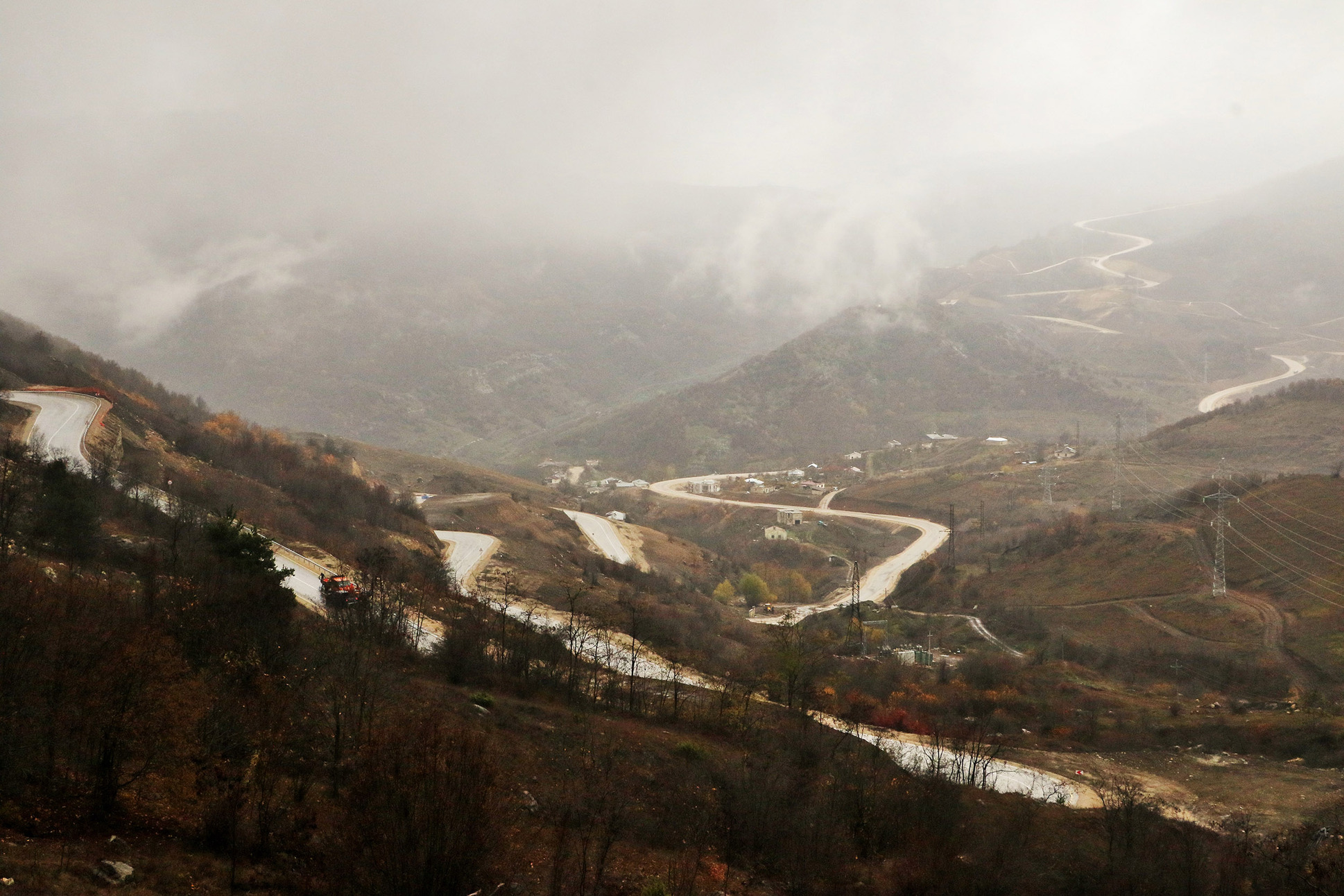
Дорога победы

С 2015 года осуществлена массовая реконструкция автомобильных дорог, введены в эксплуатацию новые дороги. Состоялось открытие следующих реконструированных дорог: Аскерабад — Муган — Чайлы, Гарамарьям — Исмаиллы, Гала — Пираллахи, Бинягади — Новханы — Джорат, Забрат — Пиршаги, Рамана — Маштага, Мехдиабад — Дигях — Мамедли, Джанги — Бадалли, часть автодороги Масаллы — Джалилабад магистрали Алят — Астара — Иран, Горахан — Гах, Кюрдамир — Уджар — Йевлах.
7 декабря 2017 года в Губе прошло открытие реконструированных автомобильных дорог Рустов — Ханегях — Гюрдах, Рустов — Нойдюн — Шудуг, Рустов — Меджкехадже, Рустов — Бахчалы — Йекдар.

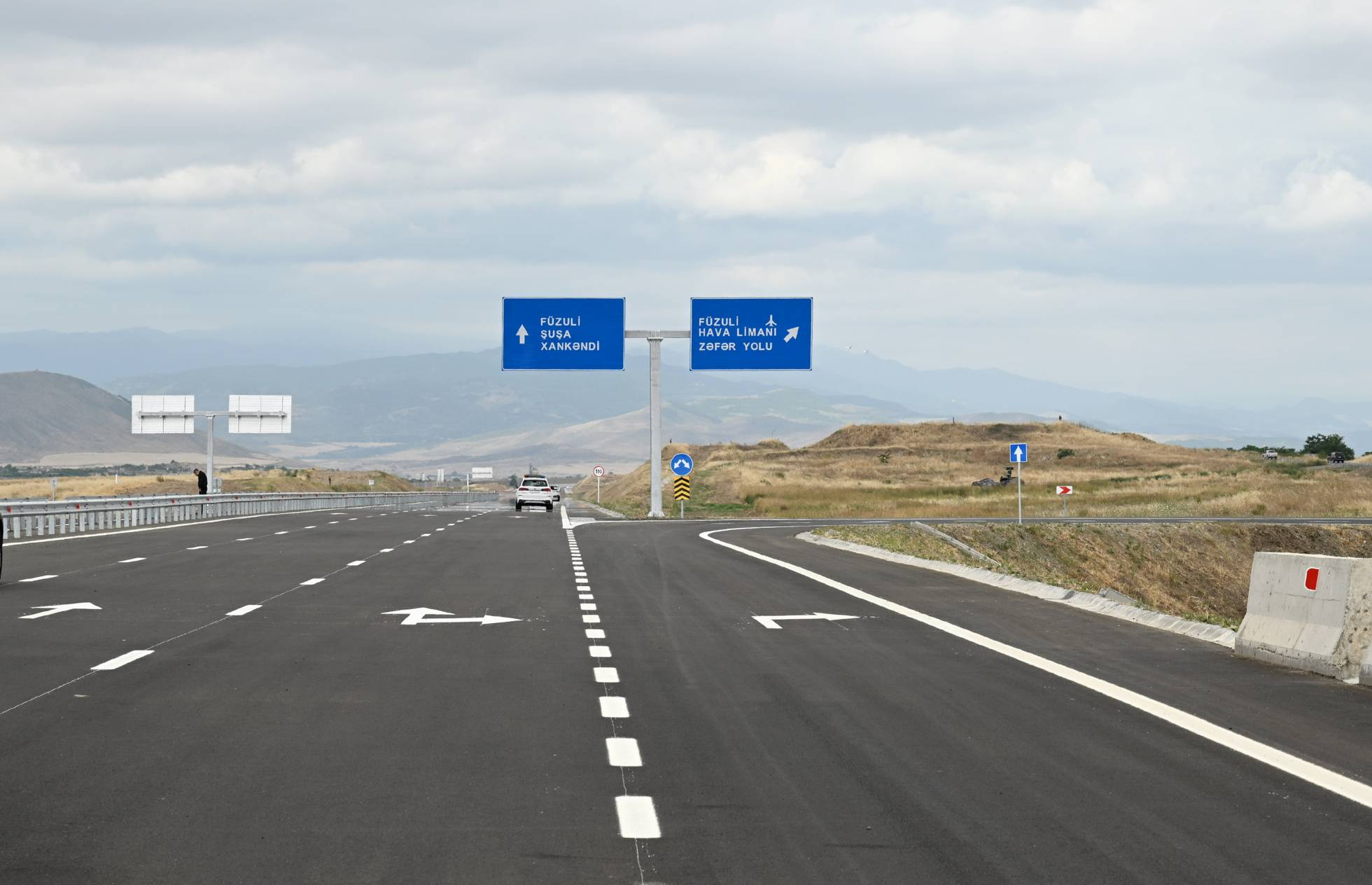
Ахмедбейли — Физули — Шуша

В сентябре 2018 года открыта автомобильная дорога, проходящая через государственную границу с Исламской Республикой Иран. В конце 2018 года была открыта автомобильная дорога Балаханы — Бинагади, проходящая через плотину протяженностью 1 570 метров. Плотина разделяет озеро Бёюк-Шор на две части. 
7 ноября 2021 года открыта Дорога победы. 

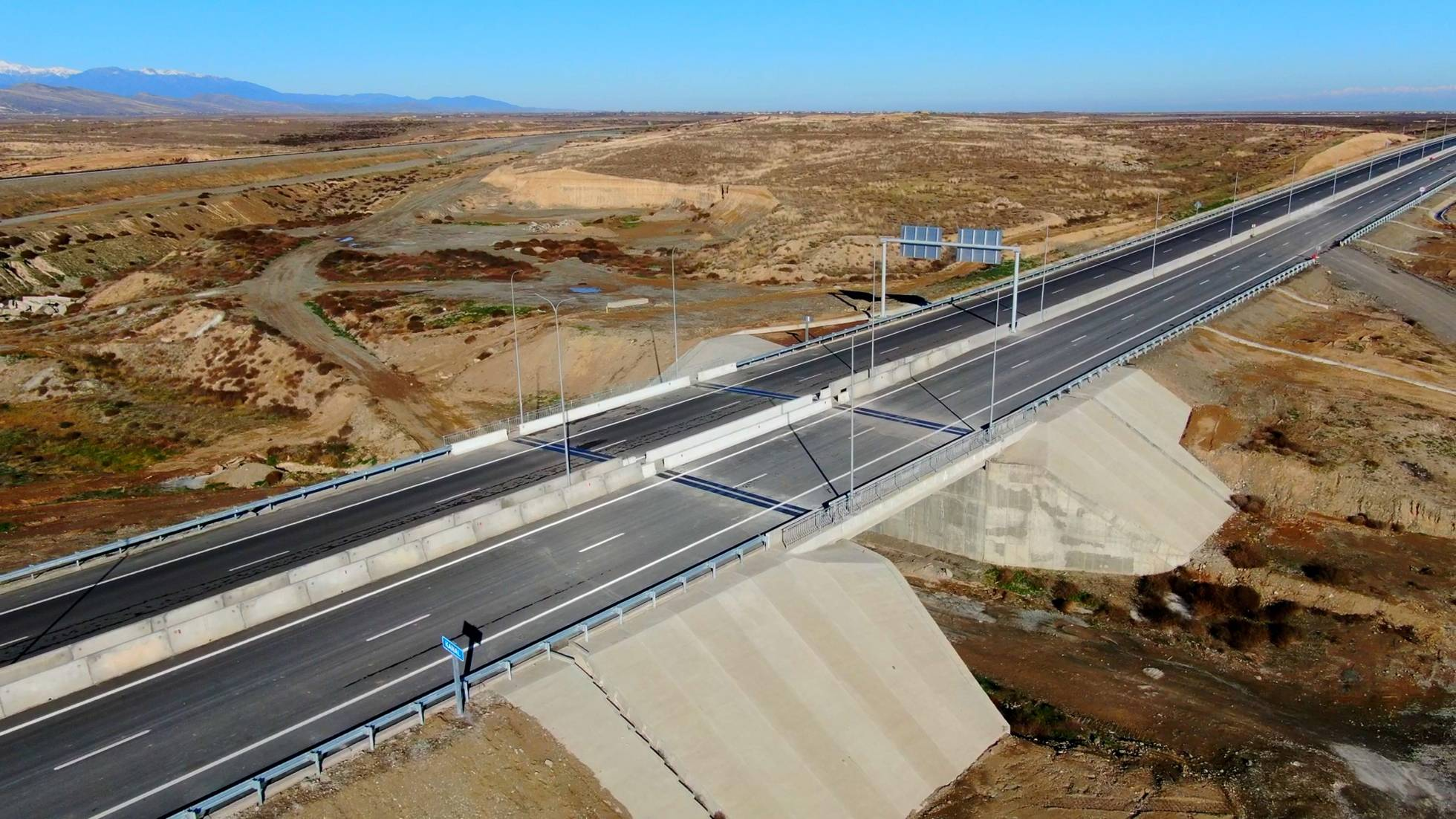
Барда - Агдам Декабрь 2023

20 октября 2023 года открыта автомобильная дорога Баку — Губа — граница с Российской Федерацией. Дорога является составной частью международного транспортного коридора «Север-Юг». Дорога является четырёхполосной, I технической категории. Протяжённость дороги составляет 152 км. Дорога стала первой платной автомобильной дорогой в Азербайджане. Строительство было начато 19 февраля 2018 года. Вдоль дороги установлены  40 путепроводов и мостов, 52 подземных перехода, 6 пунктов оплаты и контроля грузов. На дороге действует обычная и безостановочная полосы.
24 декабря 2023 года сдана в эксплуатацию дорога Барда — Агдам. Протяжённость — 44,5 км, 4 полосы. Ширина — 26,5 м., I техническая категория. Дорога охватывает более 20 населённых пунктов.
3 июля 2025 года открыта автомобильная дорога Ахмедбейли — Физули — Шуша. Протяжённость — 81,6 км. Первые 48 километров — I техническая категория, 6 полос. Остальные 33,7 километра — 4 полосы. Данная дорога на 19,3 км короче Дороги победы (101 км), идущей по тому же маршруту.
Протяженность загородных автомобильных дорог в Азербайджане по категориям:

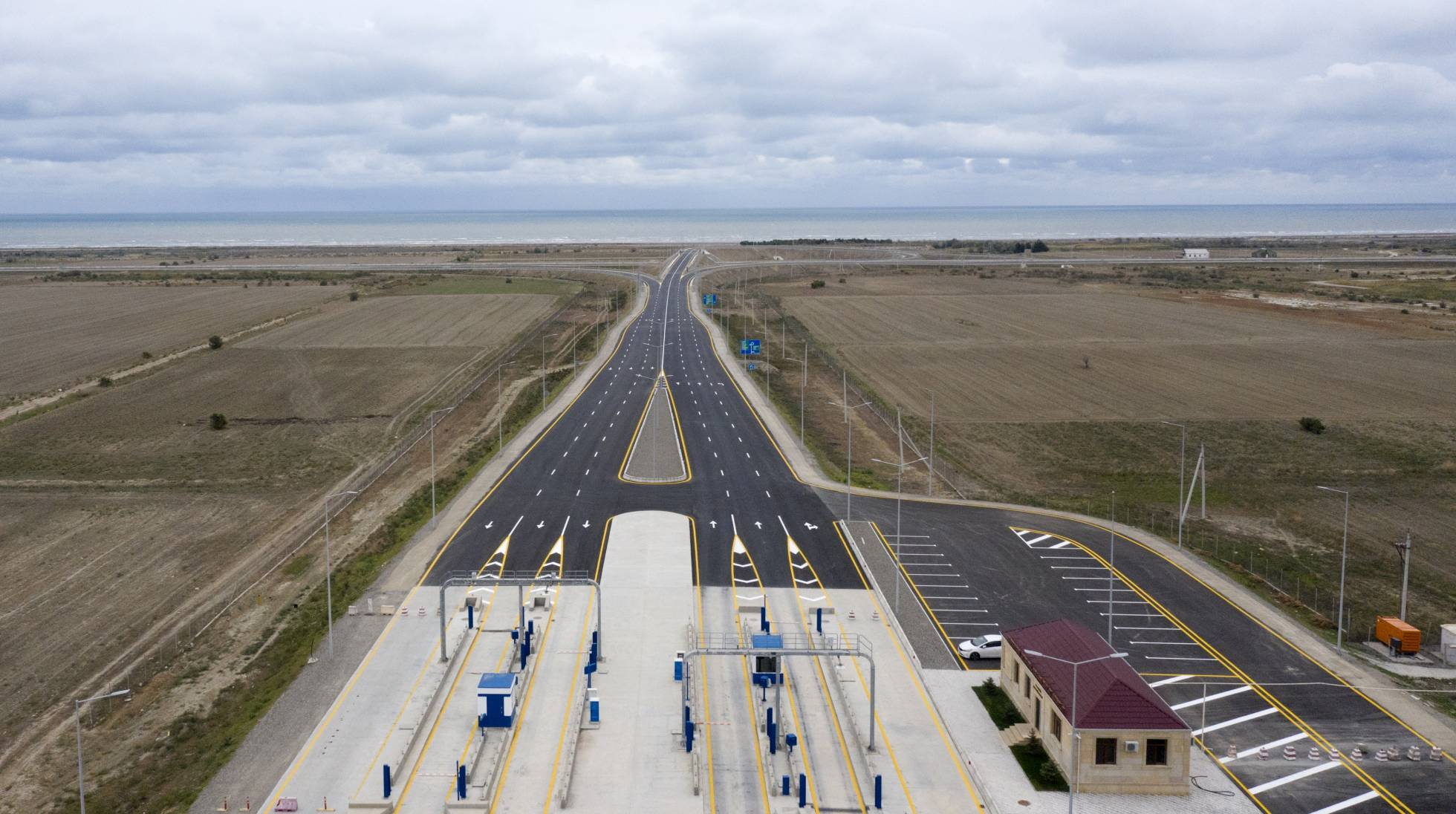
Баку - Губа - граница с РФ Октябрь 2023

- I категория: 175 км
- II категория: 874 км
- III категория: 5 515 км
- IV категория: 10 423 км
- V категория: 1 813 км

### Строящиеся автомобильные дороги
- Реконструкция на 45—202 километре действующей автомагистрали Баку — государственная граница с Российской Федерацией[30]. Начата 7 декабря 2017 года.
- Автомобильная дорога в обход Лачина Протяжённость — 32 км, ширина проезжей части — 7 м, 2 полосы III техническая категория. На 22 км автодороги строится 4х-пролётный мост длиной 139,5 м[31], шириной 13,5 м.[32][33]
- Автомобильная дорога Худаферин — Губадлы — Лачин Протяжённость — 56,4 км Ширина проезжей части — 16,5 м, I техническая категория. 4 полосы, 4 моста. Соединит 30 населённых пунктов[34].
- Автомобильная дорога Ахмедбейли — Горадиз — Джебраил — Зангелан — Миндживан — Агбенд (азербайджанская часть Зангезурского коридора). Протяжённость — 149,9 км (общая длина), (123,6 км — длина основной трансы).  I техническая категория. 4 и 6 полос. Ширина дороги — от 14 до 21 м. Ширина земляного полотна — от 21,5 м до 29,5 м. Завершение планируется к 2025 году[35][36][37]. Строится 55 переходов (общей протяжённостью 3 781 м), 28 мостов  (16 водопропускных, 12 автомобильных, общей протяжённостью 2 090 м), 3 тоннеля (общей длиной 12 032 м). Объём асфальтных работ составляет 950 000 м3, объем земляных работ — 61 646 373 м3. На апрель 2025 года завершено 93 % дороги[38].
- Реконструкция автодороги Баку — Шамахы — Муганлы — Исмаиллы — Габала. II техническая категория. Протяжённость дороги после реконструкции составит 76,8 км. Дорога будет расширена с 2 до 4 полос[39]. Строятся тоннель, 16 мостов. Завершение строительства планируется к 2025 году[40].
- Расширение автомобильной дороги Баку — Алят — Газах — государственная граница с Грузией на участке протяжённостью 130км Гянджа — Газах — граница с Грузией. От 4 до 6 полос, каждая полоса шириной 3,75 метра. Работы завершены на 90 %. Осуществляется строительство подземных переходов, развязок, мостов[41].
- Автомобильная дорога Суговушан — Сарсангское водохранилище — Гозлукорпу[азерб.] — Кельбаджар. II техническая категория. 2 полосы. Протяжённость — 80 км. Строительство начато в апреле 2024 года[42].
- Автомобильная дорога Кельбаджар — Лачин. Протяжённость — 75,8 км. Дорога проходит от с. Камышлы через Лачинский район. Предусмотрено 2, 3 и 4 полосы движения. Ведётся строительство 17 тоннелей. Ввод в эксплуатацию дороги позволит сократить расстояние от центра города Кельбаджар до центра города Лачин на 32,2 км, и также сократить расстояние от центра г. Лачин до Лачинского аэропорта с 65 до 35,8 км. На май 2025 года работы выполнены на 44 %[43].

## Классификация автомобильных дорог
| Класс автомобильной дороги     | Категория автомобильной дороги | Общее количество полос | Ширина полосы движения, м | Центральная разделительная полоса | Пересечения с автомобильными дорогами, велосипедными и пешеходными дорожками | Пересечения с железными дорогами и трамвайными путями | Доступ на дорогу с примыканиями в одном уровне  |
| Автомагистраль                 | I                              | 4 и более              | 3,75                      | Обязательна                       | На разных уровнях                                                            | На разных уровнях                                     | Не допускается                                  |
| Скоростная дорога (автострада) | I                              | 4 и более              | 3,75                      | Обязательна                       | На разных уровнях                                                            | На разных уровнях                                     | Допускается без пересечения прямого направления |
| Дорога обычного типа           | II                             | 4                      | 3,5                       | Допускается отсутствие *1         | Допускаются пересечения на одном уровне со светофорным регулированием *2     | На разных уровнях                                     | Допускается                                     |
| Дорога обычного типа           | III                            | 2                      | 3,5                       | Не требуется                      | Допускаются пересечения на одном уровне                                      | В разных уровнях                                      | Допускается                                     |
| Дорога обычного типа           | IV                             | 2                      | 3,0                       | Не требуется                      | Допускаются пересечения на одном уровне                                      | Допускаются пересечения на одном уровне               | Допускается                                     |
| Дорога обычного типа           | V                              | 1                      | 4,5 и более               | Не требуется                      | Допускаются пересечения на одном уровне                                      | Допускаются пересечения на одном уровне               | Допускается                                     |

- *1. На дороге     категории II требование к наличию разделительной полосы определяется     проектом организации дорожного движения.
- *2. Пересечение     4-полосной дороги категории II с аналогичной осуществляется на разных     уровнях. Другие варианты пересечения дорог категории II с дорогами     категорий II и III могут осуществляться как на разных уровнях, так и на     одном (при условии светофорного регулирования, «отнесённых» левых     поворотов или пересечения кольцевого типа (перекресток с круговым     движением)).

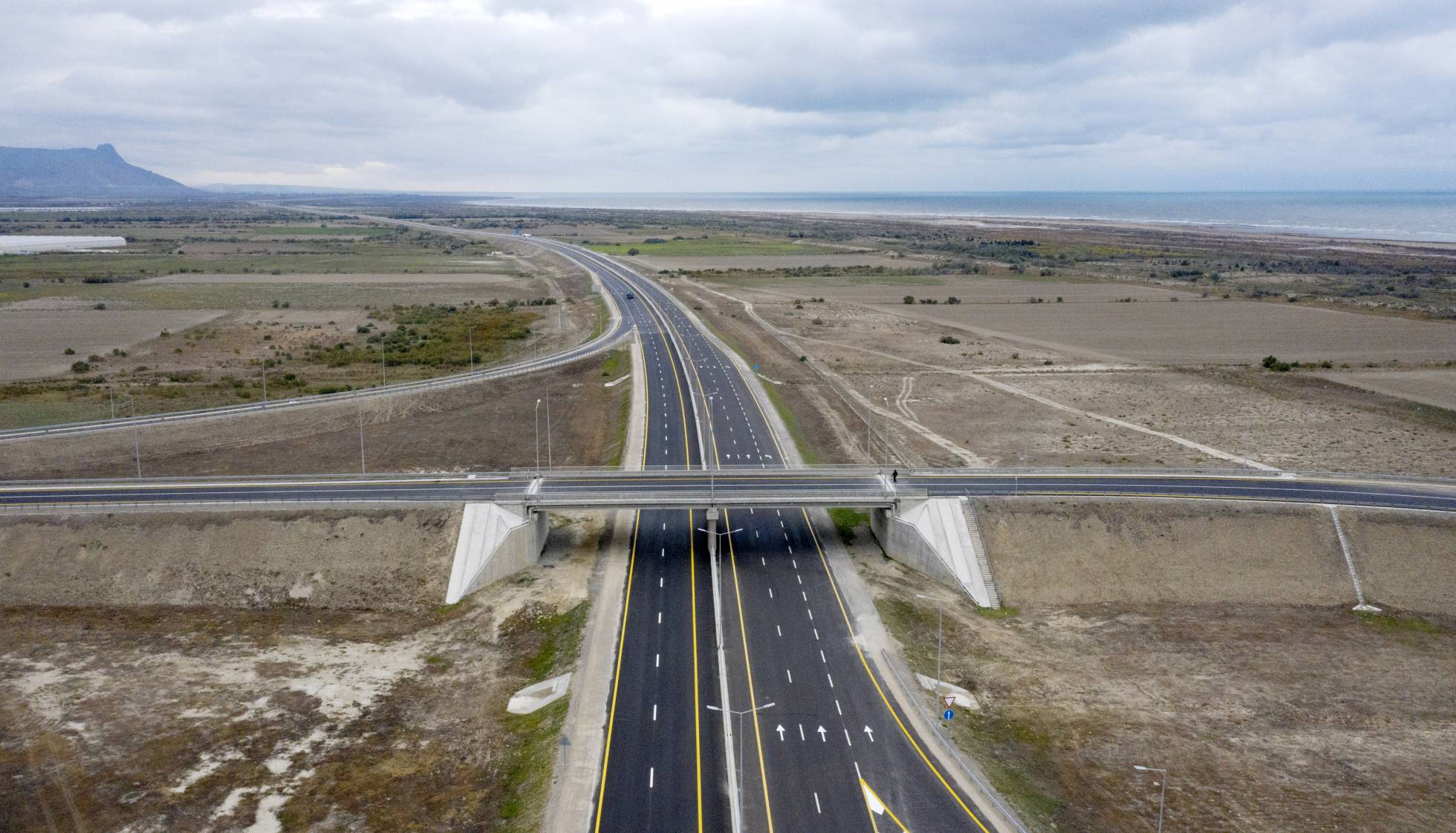
Баку - Губа - граница с РФ Октябрь 2023

## Важные автомобильные дороги
```
M - Магистральные дороги республиканского значения
```

```
R – Межрайонные дороги регионального значения 
[
44
]
```

| Индекс | Название дороги                                                    | Длина (в км/) | Индекс | Название дороги                                   | Длина (в км/) | Индекс | Название дороги                                    | Длина (в км/) |
| M-l    | Баку-Губа-государственная граница с Россией                        | 208           | R-18   | Мингячевир-Станция Мингячевир-Бахрамтяпя          | 166           | R-40   | Физули-Джебраил-Махмудлу                           | 46            |
| M-2    | Баку-Алят-Газах-государственная граница с Грузией                  | 503           | R-19   | Гянджа-Кельбаджар-Лачин                           | 200           | R-41   | Верхне-Карабахский канал-Бейлаган-Дашбурун         | 32            |
| M-3    | Алят-Астара-государственная граница с Ираном                       | 243           | R-20   | Гянджа-Дашкесан                                   | 38            | R-42   | Бахрамтяпя-Билясувар                               | 62            |
| M-4    | Баку-Шамахы-Евлах                                                  | 280           | R-21   | Гянджа-Самух                                      | 8             | R-43   | Билясувар-государственная граница с Ираном         | 19            |
| M-5    | Евлах-Загатала-государственная граница с Грузией                   | 164           | R-22   | Шамкир-Гедабек                                    | 45            | R-44   | Гаджигабул-Ширван                                  | 11            |
| M-6    | Гаджигабул-Бахрамтяпя-Миндживан-государственная граница с Арменией | 286           | R-23   | Газах-Узунтала-государственная граница с Арменией | 14            | R-45   | Ширван-Нохудлу-Сальян                              | 43            |
| M-7    | Нахчыван-Садарак-государственная граница с Турцией                 | 87            | R-24   | Агстафа-Пойлу-государственная граница с Грузией   | 54            | R-46   | Сальян-Нефтчала                                    | 40            |
| M-8    | Нахчыван-Ордубад-станция Зарени-государственная граница с Арменией | 100           | R-25   | Гёран-Нафталан                                    | 18            | R-47   | Масаллы-Ярдымлы                                    | 53            |
| R-1    | Гяндоб-Хачмаз-Ялама-граница с Россией                              | 88            | R-26   | Геранбой-Тертер                                   | 35            | R-48   | Ленкорань-Лерик                                    | 55            |
| R2     | Гилязи-Хызы                                                        | 31            | R-27   | Тертер-Гиндарх                                    | 41            | R-49   | Нахчыван-Шахбуз-государственная граница с Арменией | 65            |
| R-3    | Губа-Гусар                                                         | 12            | R-28   | Евлах-Ходжалы-Лачин                               | 151           | R-50   | M-2 (371-й км)-международный аэропорт Гянджи       | 11            |
| R-4    | Губа-Хачмаз                                                        | 22            |        | Въезд в Ханкенди                                  | 1             | R-51   | M-2 (336-й км)-Гянджа                              | 8             |
| R-5    | Гусар-Худат                                                        | 29            |        | Въезд в Шушу                                      | 2             | R-52   | M-2 (317-й км)-железнодорожная станция Кюрекчай    | 5             |
| R6     | Г.З.Тагиев-Сахил                                                   | 40            | R-29   | Барда-Истису                                      | 160           | R-53   | M-2 (376-й км)-железнодорожная станция Алабаслы    | 8             |
| R-7    | Г.З.Тагиев-Сумгаит                                                 | 18            |        | Въезд в Кельбаджар                                | 4             | R-54   | M-2 (70-й км)-железнодорожная станция Алят         | 5             |
| R-8    | Муганлы-Исмаиллы                                                   | 40            | R-30   | Ханкенди-Ходжавенд                                | 42            | R-55   | M-3 (220-й км)-железнодорожная станция Масаллы     | 5             |
| R-9    | Карамарьям-Исмаиллы-Шеки                                           | 152           | R-31   | Шуша-Физули                                       | 53            | R-56   | M-5 (17-й км)-Керимли                              | 31            |
|        | Въезд в Огуз                                                       | 6             | R-32   | Уджар-Зярдаб-Агджабеди                            | 76            | R-57   | M-5 (46-й км)-Шеки                                 | 12            |
| R-10   | Карамарьям-Мюсюслю                                                 | 22            | R-33   | Агдам-Гиндарх-Агджабеди                           | 48            | R-58   | M-5 (128-й км)-железнодорожная станция Загатала    | 9             |
| Rll    | Агсу-Кюрдамир-Бахрамтяпя                                           | 113           | R-34   | Агдам-Агдере                                      | 26            | R-59   | M-5 (150-й км)- железнодорожная станция Балакян    | 2             |
| R-12   | Гёйчай-Бяргушад                                                    | 18            | R-35   | Агдам-Физули-Горадиз                              | 90            | R-60   | M-6 (94-й км)-Имишли                               | 7             |
| R-13   | Гёйчай-Уджар                                                       | 20            |        | Въезд в Ходжавенд                                 | 4             | R-61   | M-6 (250-й км)-Зангилан                            | 11            |
| R-14   | Агдаш-Ляки                                                         | 10            | R-36   | Лачин-Хекери                                      | 83            | R-62   | M-7 (58-й км)-Шарур                                | 4             |
| R-15   | Агдаш-Зараган                                                      | 45            | R-37   | Лачин-Забух-государственная граница с Арменией    | 23            | R-63   | M-7 (80-й км)-Садарак                              | 8             |
| R-16   | Кораган-Гах-Загатала                                               | 43            | R-38   | Губадлы-Ханлыг                                    | 16            | R-64   | M-8 (3-й км)-Бабек                                 | 3             |
| R-17   | Халдан-Мингячевир                                                  | 14            | R-39   | Хекери-Зангилан                                   | 23            | R-66   | M-8 (75-й км)-железнодорожная станция Ордубад      | 5             |

## Галерея

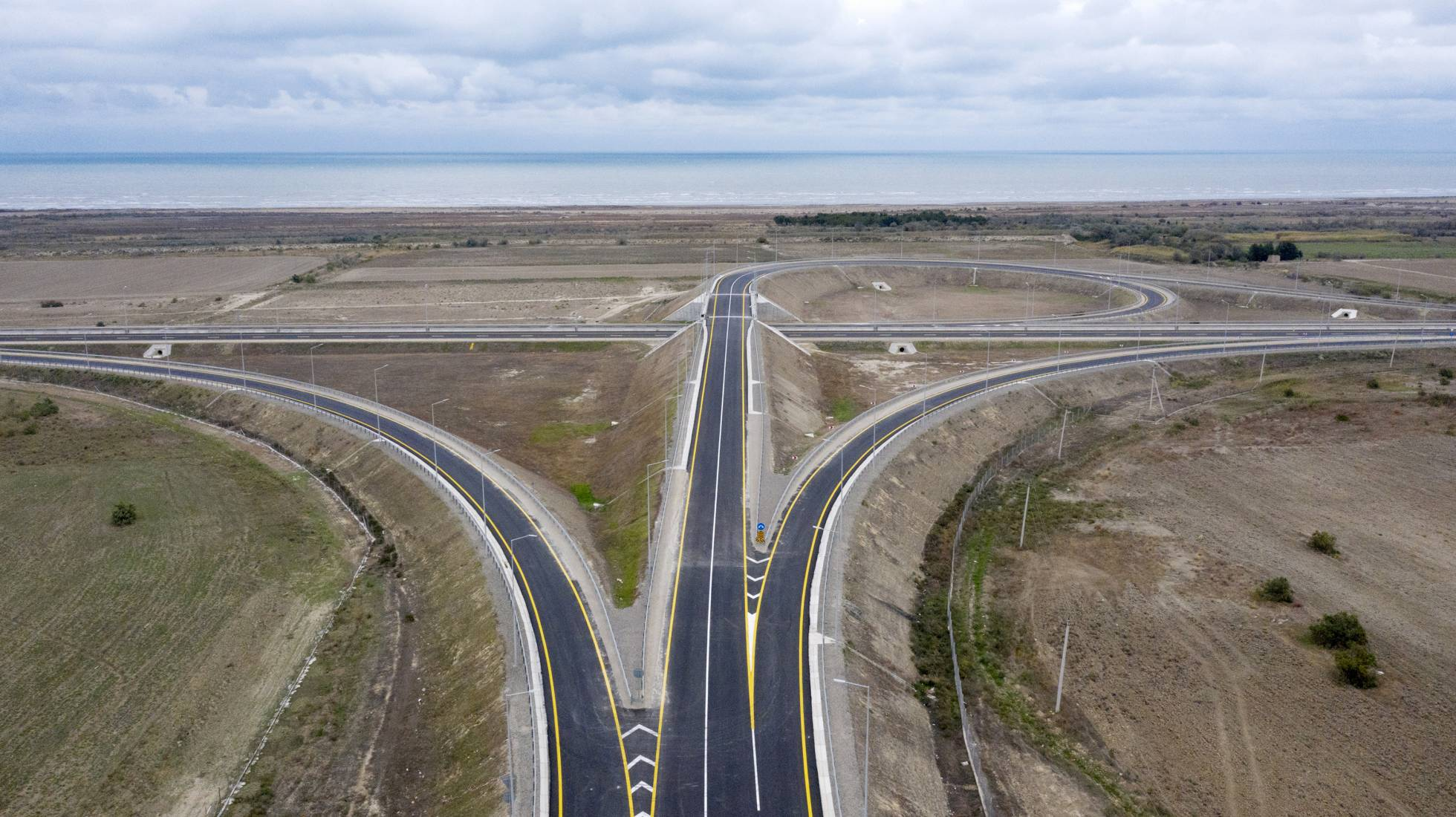
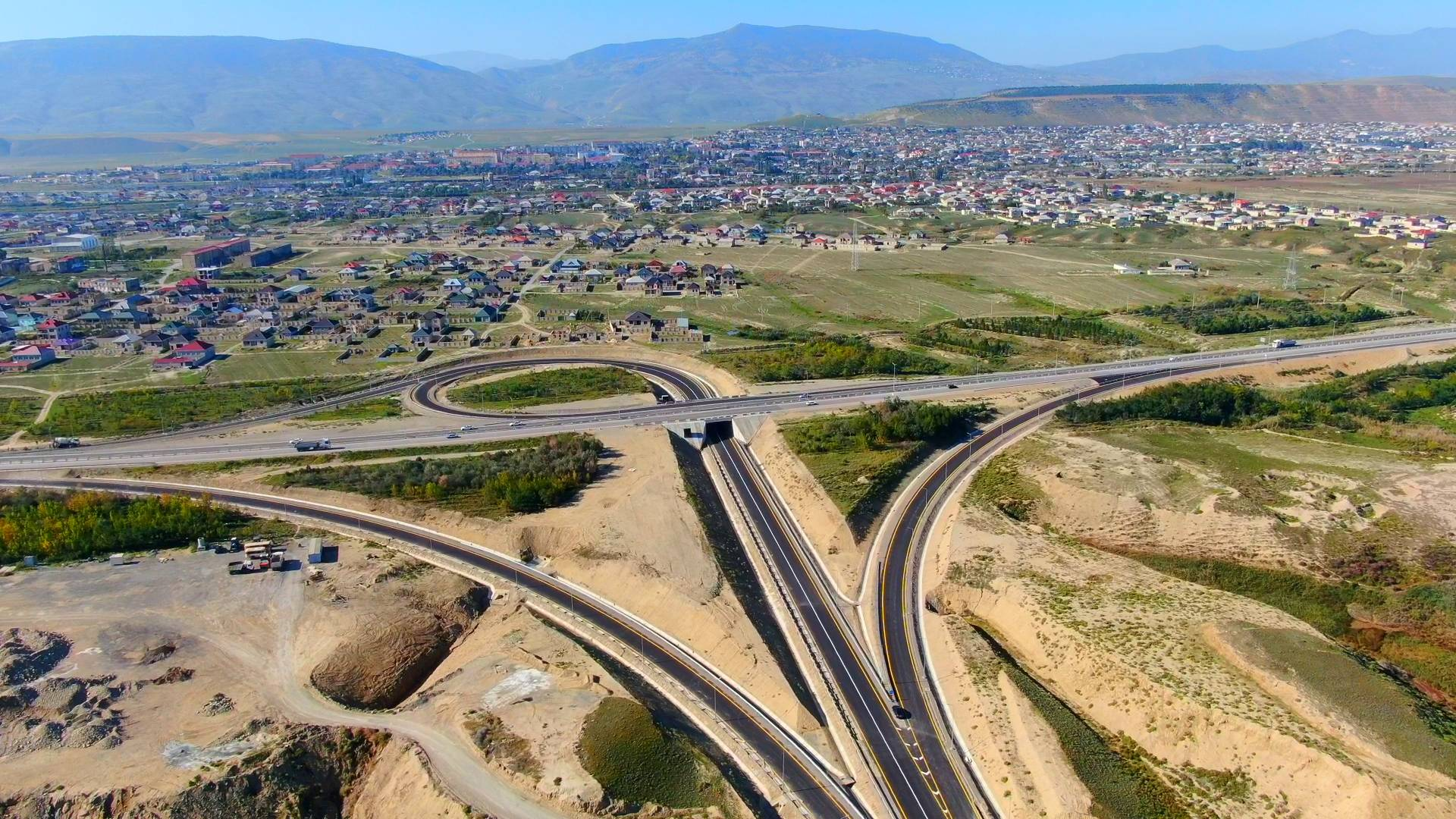
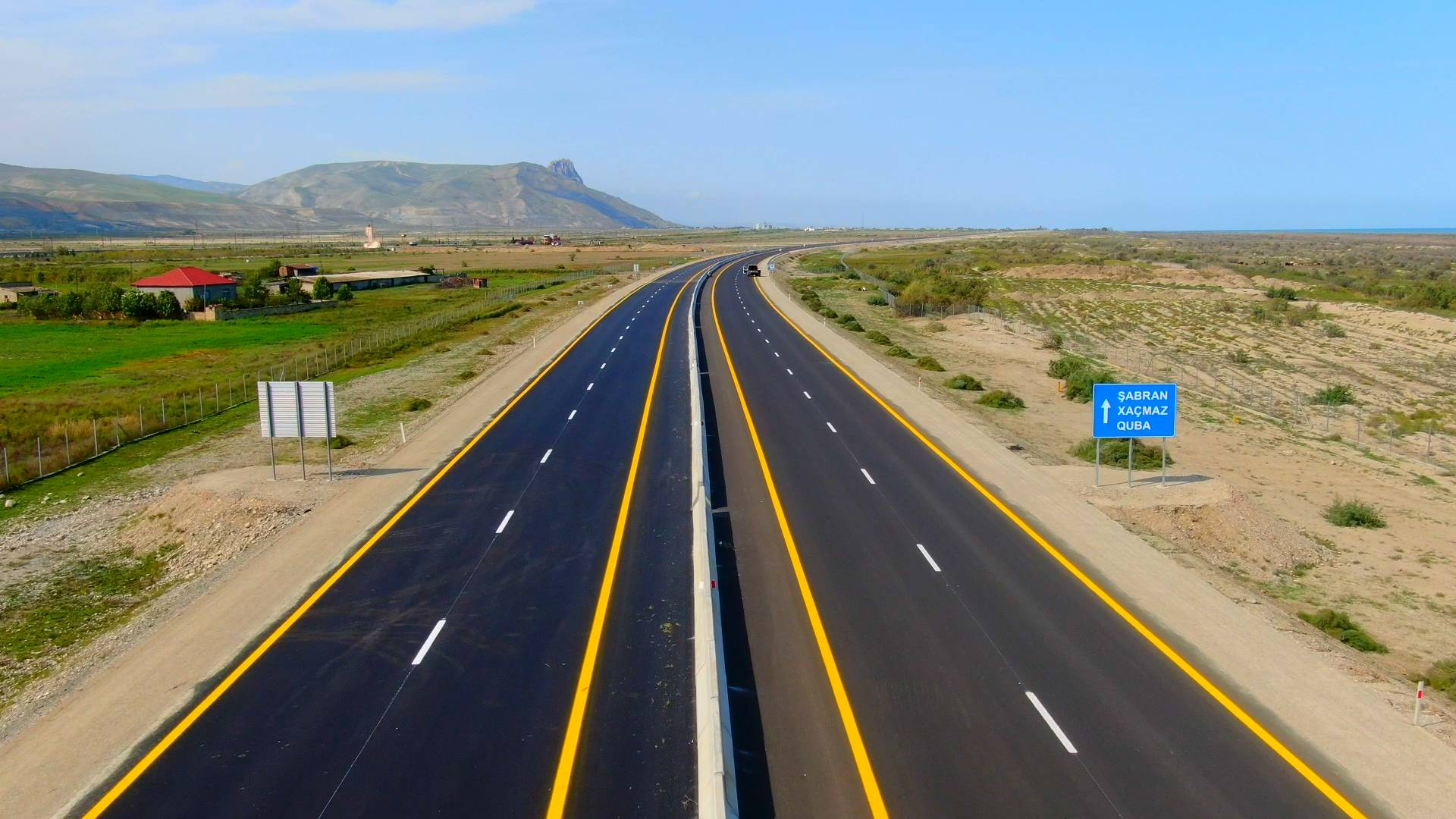
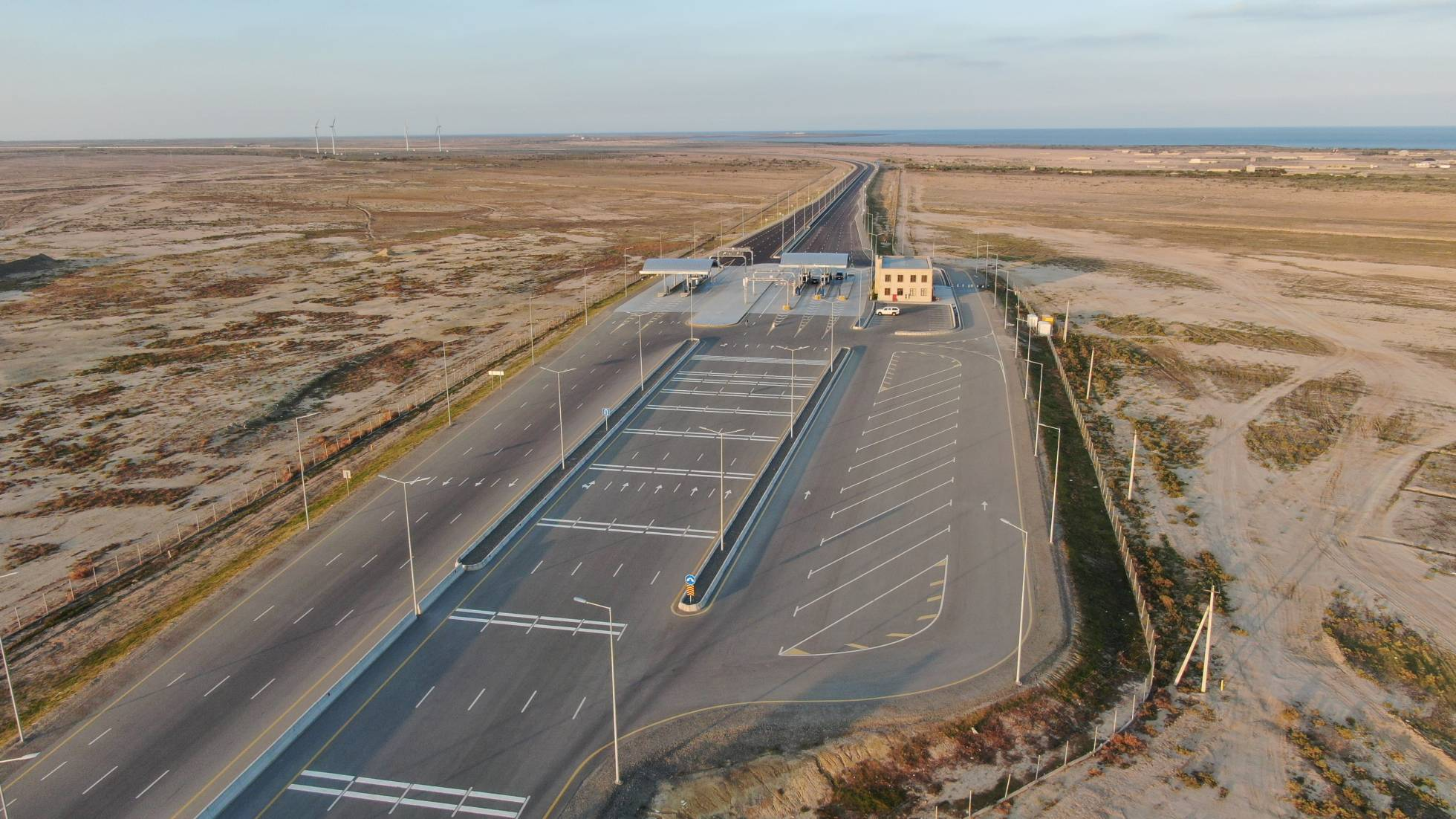
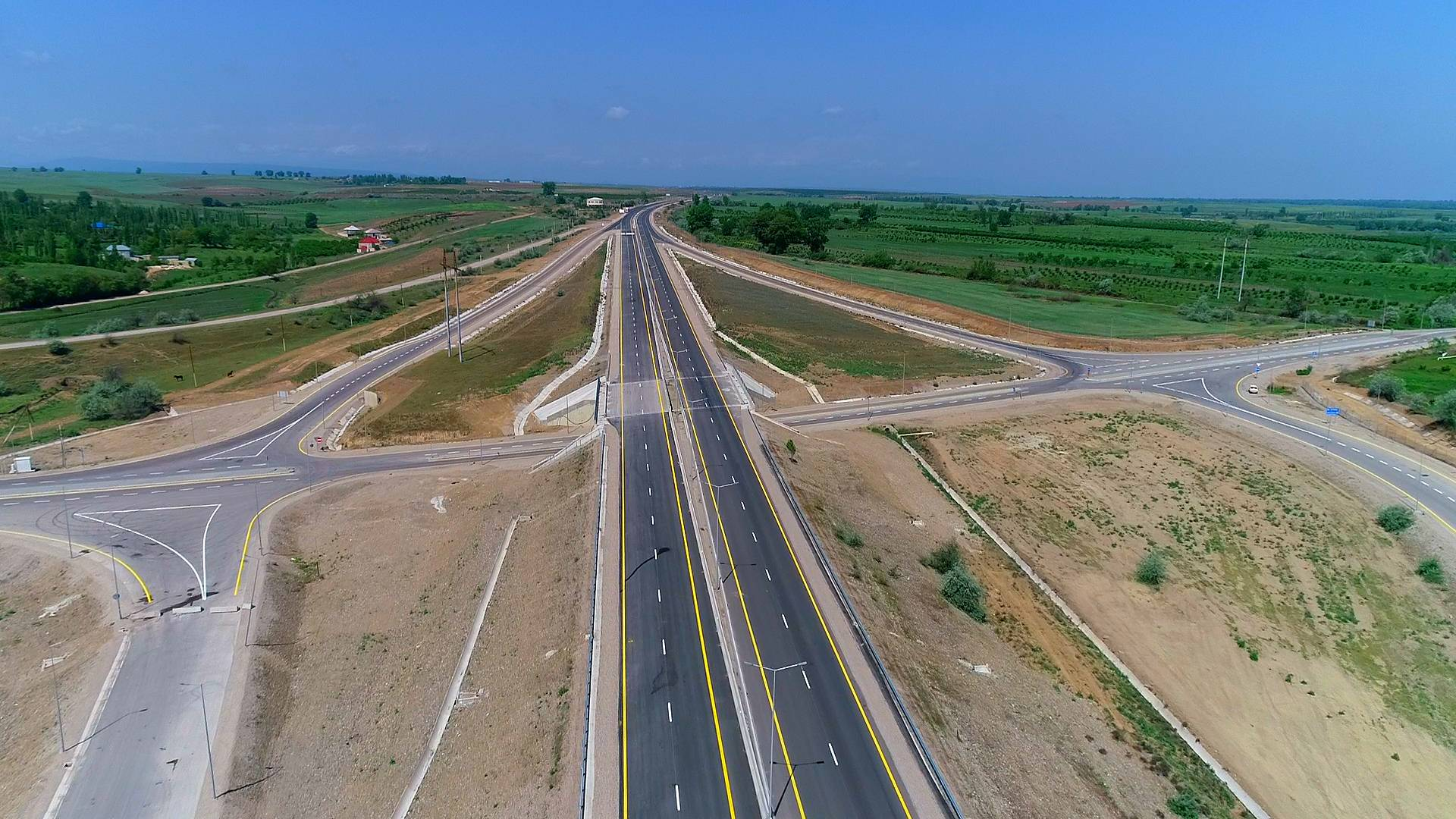